# Клаксвуйк
Кла̀ксвуйк (на фарьорски: Klaksvík, [ˈklakːsvʊik]) е вторият по големина град във Фарьорски острови след столицата Торсхавн. Намира се на остров Борой. Населението му е 4774 жители (по приблизителна оценка от януари 2018 г.).

## Побратимени градове
- Грено, Дания
- Коупавогюр, Исландия
- Норшьопинг, Швеция
- Оденсе, Дания
- Сисимиут, Гренландия
- Тампере, Финландия
- Тронхайм, Норвегия
- Уик, Шотландия

## Спорт
Най-известния футболен отбор от града е КИ Клаксвуйк, който играе във Висшата лига на Фарьорските острови – най-високото ниво на клубния футбол в страната.